# Guillaume III de Mandagout
Pour les articles homonymes, voir Guillaume III.
Abbé
Guillaume de Mandagout est le 34e évêque d'Uzès, son épiscopat dure de 1318 à 1344, il est neveu de Guillaume II des Gardies.

## Biographie
1315-1318 Il occupa le siège de Lodève.
1318 Il prend possession du siège d'Uzès, laissé vacant par André de Frédol.
1321 Une sentence maintient l'évêque d'Uzès dans le droit d'installer les consuls.
1336 Armand de Vers, commissaire apostolique, réforme le chapitre d'Uzès.
1342 Robert de Mandagout, neveu de Guillaume III de Mandagout, fut élu prévôt de la cathédrale d'Uzès.
1346 Robert de Mandagout fut élu évêque de Marseille.
Mandagout porte d'azur au lion d'or, armé et lampassé de gueules, parti de gueules à trois pals d'hermine et une cotice de sinople brochant sur le tout.